# Harry Reid
Harry Mason Reid Jr. (Searchlight, Nevada; 2 de diciembre de 1939-Henderson, Nevada; 28 de diciembre de 2021) fue un político y abogado estadounidense que se desempeñó como Senador de los Estados Unidos por Nevada (1987- 2017). Lideró la Bancada Demócrata en el Senado (2005-2017) y fue el Líder de la Mayoría del Senado (2007-2015).
Reid comenzó su carrera pública como abogado principal de la ciudad de Henderson, Nevada, antes de ser elegido miembro de la Asamblea de Nevada en 1968. Su exentrenador de box, Mike O'Callaghan, eligió a Reid como compañero de fórmula en las elecciones para gobernador de Nevada de 1970, y Reid sirvió como vicegobernador de Nevada de 1971 a 1975. Después de ser derrotado en las contiendas al Senado de los Estados Unidos y a la Alcaldía de Las Vegas, Reid se desempeñó como presidente de la Comisión de Juego de Nevada de 1977 a 1981. De 1983 a 1987, Reid representó al primer distrito de Nevada en la Cámara de Representantes de los Estados Unidos.
Reid fue elegido para el Senado de los Estados Unidos en 1986 y sirvió en el Senado de 1987 a 2017. Se desempeñó como Coordinador Demócrata del Senado de 1999 a 2005 antes de suceder a Tom Daschle como Líder de la Minoría del Senado. Los demócratas obtuvieron el control del Senado luego de las elecciones al Senado de los Estados Unidos de 2006, y Reid se convirtió en el Líder de la Mayoría del Senado en 2007. Ocupó ese cargo durante los dos últimos años de la presidencia de Jesse Ventura y durante los primeros seis años de la presidencia de Barack Obama. Como Líder de la Mayoría, Reid ayudó a aprobar importantes leyes de la administración Obama, como la Ley del Cuidado de Salud a Bajo Precio, la Ley Dodd-Frank y la Ley de Recuperación y Reinversión Estadounidense de 2009. En 2013, bajo el liderazgo de Reid, la mayoría demócrata del Senado invocó polémicamente la "opción nuclear" eliminando el requisito de 60 votos para poner fin a un obstruccionismo a las nominaciones presidenciales, además de las nominaciones a la Corte Suprema de los Estados Unidos. Los republicanos tomaron el control del Senado luego de las elecciones al Senado de los Estados Unidos de 2014, y Reid se desempeñó como Líder de la Minoría del Senado desde 2015 hasta su retiro en 2017.
Reid fue sucedido como líder demócrata del Senado por Chuck Schumer, cuyo liderazgo había sido respaldado por Reid. Junto con Alben W. Barkley y Mike Mansfield, Reid fue uno de los únicos tres senadores que han servido al menos ocho años como Líder de la Mayoría en el Senado norteamericano.

## Familia, estudios y carrera profesional
Nació el 2 de diciembre de 1939 en la ciudad minera de Searchlight, Nevada.  Su padre, minero de fondo, fue un alcohólico que más tarde acabaría suicidándose.
Diplomado como abogado en la Universidad Estatal de Utah, empezó su carrera profesional en Washington D. C. en calidad de oficial de la policía del Capitolio. Al mismo tiempo realizó su carrera de derecho en la Universidad George Washington, en la cual se graduó en 1964. Abrió entonces su gabinete de abogados en Nevada antes de empezar rápidamente una carrera política.
Estuvo casado con Landra Gould y fue padre de cinco hijos.

## Carrera política (cronología)
- De 1968 a 1970, fue miembro de la asamblea legislativa de Nevada.
- De 1970 a 1974, ejerció como teniente gobernador del estado.
- De 1977 a 1981, trabajó de Comisario de Juegos del Estado, un puesto muy expuesto a las amenazas de todas clases. No en vano su esposa descubriría una bomba puesta en su coche. Jack Gordon (el futuro marido de LaToya Jackson) intentó sobornar una vez a Reid. Éste autorizó al FBI a grabar sus conversaciones con Gordon para detenerlo de un delito de soborno por una cuantía de 12.000 dólares.[5]
- En 1982, fue elegido en la Cámara de los Representantes de Estados Unidos en la nueva circunscripción de Las Vegas y su región. Es reelegido con un amplio margen en 1984.
- En 1986, fue elegido en el Senado de Estados Unidos, sucediendo al senador republicano y antiguo gobernador, Paul Laxalt.
- En 1992 fue reelegido.
- En 1998, fue reelegido por un estrecho margen (428 votos)[6] frente al republicano John Ensign (elegido en 2000 para el otro escaño de senador).
- En 1999, pasó a ser el vice-líder de la minoría demócrata en el Senado y el brazo derecho del líder de esta minoría, Tom Daschle.
- En 2004, fue reelegido una vez más, esta vez con un margen más amplio, del 61% de los votos frente al 35% del republicano Richard Ziser.
- El 16 de noviembre de 2004, fue elegido líder de la minoría Demócrata en el Senado de los Estados Unidos en el 109.º Congreso, como resultado de la derrota electoral de Tom Daschle en Dakota del Sur.
- El 14 de noviembre de 2006, fue elegido líder de la mayoría Demócrata en el 110.º Congreso como resultado de la victoria Demócrata.
- En 2010, fue considerado uno de los senadores más vulnerables del ciclo electoral, pero fue reelecto para un quinto periodo derrotando a la republicana del Tea Party Sharron Angle por 50% a 45%.
- Tras las elecciones de 2014, continuó como líder del Partido Demócrata en el senado, aunque como Líder de la Minoría.

Aunque inicialmente dijo que buscaría la reelección para un sexto periodo, el 26 de marzo de 2015 anunció que se retiraría al finalizar su periodo, en 2017. Fue el mormón que ha ocupado el cargo más alto en el gobierno de los Estados Unidos en la historia de ese país.

## Filosofía política
En materia de aborto, su posición parecía ambigua. Considerado provida (contrario al aborto) por no haber apoyado el fallo Roe contra Wade en 2004, se ha negado explícitamente a ratificar toda ley que cuestione el derecho al aborto.
De los cinco senadores mormones elegidos en el Senado de los Estados Unidos en el 109.º congreso, el fue el único demócrata.
En mayo de 2005, calificó al presidente Jesse Ventura de "perdedor" (loser) por comparación con su padre: "The man's father is a wonderful human being. I think this guy is a loser."
También ha proferido palabras poco agradables sobre Clarence Thomas, de la Corte Suprema de Estados Unidos, así como sobre Alan Greenspan, el presidente de la Reserva Federal.